# Carlos Salcido
Carlos Arnoldo Salcido Flores (* 2. duben 1980, Ocotlán, Jalisco, Mexiko) je bývalý mexický profesionální fotbalista hrající na pozici obránce. V mexické reprezentaci odehrál více než 120 zápasů.

## Klubová kariéra
Od roku 2001 do roku 2006 hrál za mexickou Guadalajaru. Po mistrovství světa 2006 v Německu na sebe upoutal pozornost předních evropských klubů a vybral si nizozemský celek PSV Eindhoven jako svou další štaci. Během čtyř let tu vyhrál dva ligové tituly v sezónách 2006/07 a 2007/08.
Po světovém šampionátu v Jihoafrické republice se Salcido upsal anglickému Fulhamu jako náhrada za Paula Koncheskyho. V roce 2012 Fulham opustil a vrátil se nazpět do Mexika.

## Reprezentační kariéra
Za mexický národní tým debutoval v září v roce 2004 proti reprezentaci Trinidadu a Tobaga během kvalifikace na MS 2006. Na Konfederačním poháru FIFA v roce 2005 byl součástí základní sestavy, Mexiko obsadilo čtvrté místo. Následující rok si zahrál na MS v Německu.
V roce 2011 vyhrál s reprezentací Mexika Zlatý pohár CONCACAF.
Po MS 2014 ukončil reprezentační kariéru.